# Xã Lynch, Quận Texas, Missouri
Xã Lynch (tiếng Anh: Lynch Township) là một xã thuộc quận Texas, tiểu bang Missouri, Hoa Kỳ. Năm 2010, dân số của xã này là 1.463 người.